# Veneridae
Veneridae è una famiglia di molluschi bivalvi, detti generalmente vongole.

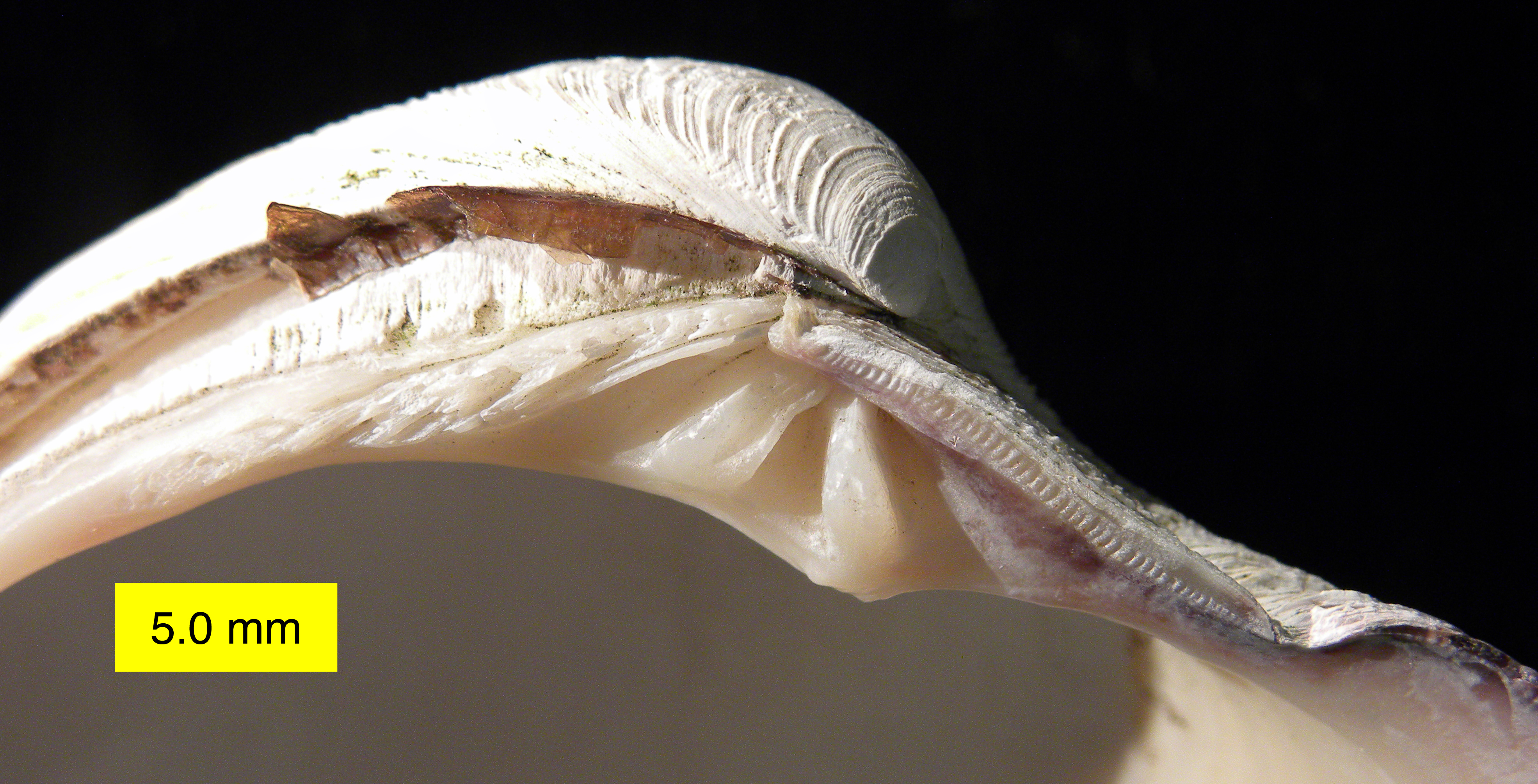
Mercenaria mercenaria.

## Generi
- Agriopoma Dall, 1902
- Amiantis Carpenter, 1884
- Anomalocardia Schumacher, 1817
- Callista Poli, 1791
- Chamelea Morch, 1853
- Chione Megerle von Mühlfeld, 1811
- Chionista Keen, 1958
- Circomphalus Klein, 1853
- Clausinella J. E. Gray, 1851
- Compsomyax Stewart, 1930
- Cyclinella Dall, 1902
- Dosinia Scopoli, 1777
- Gafrarium Roding, 1798
- Gemma Deshayes, 1853
- Globivenus Coen, 1934
- Gouldia C. B. Adams, 1847
- Humilaria Grant & Gale, 1931
- Irus Schmidt, 1818
- Irusella Hertlein & Grant, 1972
- Liocyma Dall, 1870
- Lirophora Conrad, 1883
- Macrocallista Meek, 1876
- Mercenaria Schumacher, 1817
- Meretrix
- Nutricola Bernard, 1982
- Parastarte Conrad, 1862
- Paratapes Stoliczka, 1870
- Periglypta Jukes-Browne, 1914
- Pitar Römer, 1857
- Protothaca Dall, 1902
- Puberella Fischer-Piette & Vukadinovic, 1977
- Ruditapes Chiamenti, 1900
- Saxidomus Conrad, 1837
- Tapes Muhlfeld, 1811
- Timoclea Brown, 1827
- Tivela Link, 1807
- Transennella Dall, 1883
- Venerupis Lamarck, 1818
- Venus Linnaeus, 1758